# 黄布毅
黄布毅（1959年—），河南郑州人，汉族，中华人民共和国政治人物、第十二届全国人民代表大会河南地区代表。
毕业于华中科技大学系统分析与集成专业。加入中国共产党。2013年，担任全国人大代表。